# Zegartowice
Zegartowice [pronunciación en polaco: /zɛɡartɔˈvit͡sɛ/] es un pueblo en el distrito administrativo de Gmina Imielno, dentro del condado de Jędrzejów, voivodato de Świętokrzyskie, en el centro-sur de Polonia. Se encuentra aproximadamente 5 kilómetros al suroeste de Imielno, 11 kilómetros al sureste de Jędrzejów, y 40 kilómetros al suroeste de la capital regional Kielce. 